# Mathematikwettbewerb
Unter Mathematikwettbewerben versteht man Wettbewerbe, bei denen innerhalb einer bestimmten Zeit von den Teilnehmern mathematische Problemstellungen gelöst werden müssen. Die Lösungen werden anschließend aufgrund ihrer Vollständigkeit bewertet und so der Sieger ermittelt. Der bekannteste, angesehenste und anspruchsvollste dieser Wettbewerbe ist die Internationale Mathematik-Olympiade (IMO). Wie diese sind viele Mathematikwettbewerbe altersbeschränkt. Es gibt auch Mathematikwettbewerbe, an denen Lehrer oder ganze Schulen teilnehmen können. Allgemein gibt es sowohl Einzelwettbewerbe als auch Mannschaftswettbewerbe. Typischerweise gibt es eine große Anzahl von Gewinnern.

## Bekannte Wettbewerbe
- Pangea-Mathematikwettbewerb: Bundesweiter Mathematikwettbewerb für die Klassen 3-10/EF
- Baltic Way: Nordeuropäische Staaten
- Internationaler Mathematikwettbewerb
- Internationale Mathematik-Olympiade (IMO)
  - Mathematik-Olympiaden (MO)
    - European Girls’ Mathematical Olympiad
    - Mathematik-Olympiade in Deutschland (MO): Dies ist die 4. Runde der Mathematik-Olympiade (MO).
    - Österreichische Mathematik-Olympiade (ÖMO)
    - Schweizer Mathematik-Olympiade (SMO/OSM)

  - Österreichisch-Polnischer Mathematikwettbewerb (ÖPMW)
  - Mitteleuropäische Mathematik-Olympiade (MEMO): ersetzt seit 2007 den ÖPMW
- Internationale Mathematik- und Logikspielemeisterschaft
- International Mathematical Modeling Challenge (IM2C)
- Bundeswettbewerb Mathematik
- Adam-Ries-Wettbewerb: Mathematischer Wettbewerb der 5. Klasse aus den Regionen Sachsen, Thüringen, Bayern/Oberfranken und Tschechien/Böhmen
- Lange Nacht der Mathematik
- landesweite Wettbewerbe
  - Landeswettbewerb Mathematik Baden-Württemberg
  - Landeswettbewerb Mathematik Bayern
  - Landeswettbewerb Mathematik Nordrhein-Westfalen
  - Fürther Mathematik-Olympiade (Bayern)
  - Landeswettbewerb Mathematik Rheinland-Pfalz

alle an Mathematik Interessierten
- Monoid-Wettbewerb für Schüler
- Internationaler Städtewettbewerb Mathematik
- Mediterranean Mathematics Competition
- Känguru der Mathematik, größter Schülerwettbewerb in der Mathematik[2]
- Mathe macht das Tor
- Mathekalender
- Mathe im Advent (Deutsche Mathematiker-Vereinigung)

## Wettbewerbe um ungelöste Probleme
Während bei den Wettbewerben nach dem obigen Schema die Lösung der Aufgabenstellung (der Jury) schon vorher bekannt ist, gibt es auch offene Wettbewerbe um bisher ungelöste Probleme. Hier treten die Mathematiker nicht direkt gegeneinander an, es gibt meistens auch keine offizielle Teilnahme. Eine Liste solcher Aufgabenstellungen befindet sich unter ungelöste Probleme der Mathematik.